# Aplidium elongatum
Aplidium elongatum is een zakpijpensoort uit de familie van de Polyclinidae. De wetenschappelijke naam van de soort is voor het eerst geldig gepubliceerd in 2012 door Rocha, Gamba & Zanata.